# Betoye
Els betoye és una ètnia indígena de Colòmbia que habita a la vora del riu Cravo, al Municipi de Tame, Arauca. està conformada per un conjunt de comunitats en les inspeccions de Betoyes i Corocito.

## Aspectes generals
Les principals comunitats betoye viuen als resguards indígenes de Roqueros, Parreros, Macarieros, Puyeros, Genareros, Julieros i Velazqueros, que van ser designats segons el nom o cognom d'un cap o capità de cada comunitat. Originalment parlaven betoi. Encara que actualment els Betoye no conserven la seva llengua, parlen un espanyol particular denominat Español Betoye, en el qual romanen unes certes estructures gramaticals del substrat betoye.
En el Cens Nacional del DANE, en 20005, la població betoye censada va ser de 394 persones distribuïdes en una extensió d'aproximadament 702 hectàrees.

## Costums
El matrimoni és exogen amb residència neolocal. L'autoritat pròpia l'exerceix el "capità", generalment l'home més ancià de la comunitat. Per a mediats dels vuitanta es van observar canvis en el seu model social amb el sorgiment de líders joves que representaven al seu grup enfront de la societat majoritària i organitzaven la caça i les festes. Regeix una divisió sexual del treball, perquè les dones exercien labors com la neteja dels cultius, recol·lecció de collites i treballs domèstics, mentre que els homes es dediquen a la construcció de cases, tala i crema de parts de bosc per a practicar l'agricultura itinerant i al comerç.
La festa tradicional de la chicha “majule”, amb plàtan podia durar diversos dies. Es convidava als parents que vivien en les altres comunitats i la chicha es repartia primer als ancians, seguits de les dones i després a la resta de les persones.

## Economia
Els betoye es descriuen com hortícoles per tradició, utilitzant per als seus cultius el sistema de tala i crema. També practicaven la caça, la pesca i la recol·lecció. Els cultius bàsics són blat de moro, plàtan i iuca per al seu propi consum i cacau, cafè, arròs, introduïts amb finalitats comercials. A causa de la reducció de la caça major, producte de la deterioració dels boscos, les preses són en la seva majoria ratolins de muntanya, micos, esquirols i picures. La pesca es practica exclusivament a l'estiu,quan els rius i canelles són menys cabalosos i profunds.

## Riscos de protecció
El poble betoye ha estat històricament exposat a la violència política i social. A més de la història de la conquesta i colonització que van imposar una tradició de reducció forçada del territori, dos fets recents van condicionar el seu actual problemàtica: l'explotació petroliera que a partir de la dècada de 1980 va comportar la pèrdua de recursos naturals i la construcció de la carretera troncal de la selva que va dividir en dos el territori.
Els betoye han sofert diverses formes d'amenaça a causa de la presència d'actors armats il·legals en la seva zona d'assentament, que els han deixat enmig de les confrontacions armades. El Consell Nacional Indígena de Pau en el 2006, en el seu diagnòstic de l'estat dels pobles indígenes del departament d'Arauca, explica que els betoye han estat els més afectats per “massacres, assassinats selectius, fustigacions, tortures i amenaces de mort” i desplaçament forçat, fets que han tingut impactes negatius en la seva cohesió familiar, comunitària i la seva supervivència com a poble indígena en risc.
Entre 2003 i 2008 es van reportar 44.895 persones desplaçades al departament d'Arauca, de les quals 21.395 van ser expulsades del municipi de Tame. Així mateix, el número de desplaçats es va incrementar en un 96% entre aquests dos anys, i el 6% (2.522 persones) del total de víctimes per desplaçament a la regió habitada pels betoye (44.895) són membres de minories ètniques, dels quals 1.048 pertanyen a comunitats indígenes.
Entre 2003 i 2005, es van registrar 13 víctimes del conflicte armat pertanyents a la comunitat indígena betoye.

## Fortaleses
Els betoye s'han integrat en associacions de pobles indígenes com Organización Nacional Indígena de Colombia i l'Associació de Capítols i Autoritats Tradicionals Indígenes d'Arauca (ASCATIDAR), per a la defensa dels seus drets.